# امیل دکومب
امیل دکومب (فرانسوی: Émile Decombes‎؛ ۹ اوت ۱۸۲۹ – ۵ مهٔ ۱۹۱۲) یک نوازنده پیانو و مدرس موسیقی اهل فرانسه بود.
او از آخرین شاگردانِ فردریک شوپن در پاریس بود و خودش مابین سال‌های ۱۸۷۵ تا ۱۸۹۹ میلادی، به تدریس پیانو در «هنرستان موسیقی پاریس» پرداخت و شاگردانی همچون «آلفرد کورتو»، «رنالدو آن»، «ژوزف مورپان»، «موریس راول»، «ادوارد لیسلر» و بالاخره «اریک ساتی» را (که دکومب وی را «تنبل‌ترین شاگرد هنرستان» می‌نامید) تربیت کرد.